# Пигбланк, Рамон Джулиан
Рамон Джулиан Пигбланк (также известный как Рамонет, что означает по-каталонски «маленький Рамон», родился 9 ноября 1981 г . в Вике, Барселона, Испания) — испанский профессиональный скалолаз, специализирующийся на выступлениях в категории трудность. Он выиграл два Чемпионата Мира в 2007 и 2011 гг., два Чемпионата Европы в 2004 и 2010 гг., Кубок Мира в 2010 г. и Всемирные игры в 2013 г., 7-кратный победитель соревнований Arco Rock Master. Также он пролез 32 маршрута категории 9а и выше (на 8.12.2013). Максимальная категория сложности в боулдеринге — 8b+.

## Биография
Рамон начал лазить с 14 лет со своими родителями, во взрослых соревнованиях начал выступать с 2001 года. 17 ноября 2002 года он одержал первую победу и впервые поднялся на подиум на этапе Кубка Мира в Кране. С первого сезона выступлений и до сегодня он удерживается в десятке лучших скалолазов в трудности. 9 последних лет он не опускался ниже 5-й строчки годового зачета Кубка Мира в сложности.
8 марта 2003 года Рамон Джулиан Пигблан всколыхнул мир новостью о первопрохождении La Rambla — одной из первых трасс 9а+, самой сложной категории трудности на тот момент в мире. В том же году он окончил Кубок Мира на второй позиции с тремя победами, двумя вторыми и двумя третьими местами в сезоне. Кубок выиграл Александр Чабот с пятью победами и двумя вторыми местами за сезон.
В 2004 году он стал Чемпионом Европы в Лекко (Италия).
29 мая 2006 года он прошел он-сайт маршрут 8с Suma O в Куэнке (Испания). Пигблан стал четвёртым спортсменом, сделавшим он-сайт на 8с после Юджи Хирояма, Томаша Мражека и Патчи Усобиага.
В 2007 году он впервые выиграл золотую медаль на Чемпионате Мира в Авилесе в Испании, на Кубке Мира он стал вторым.
В 2010 году он впервые выиграл титул обладателя Кубка Мира с тремя победами и одним вторым местом и снова стал Чемпионом Европы в Имсте в Австрии.
В 2011 году он во второй раз стал Чемпионом Мира в Арко в Италии и стал вторым по итогам Кубка Мира.
11 октября 2011 года он стал третьим человеком, прошедшим он-сайт 8с+ после Патчи Усобиага и Адама Ондры на маршруте The Crew в Rifle (Колорадо), через несколько дней после участия в этапе Кубка Мира по боулдерингу.
В 2013 году Рамон впервые одержал победу на Всемирных играх в Кали (Колумбия), по итогам Кубка Мира в трудности он занял третье место.

## Интересные факты
В 2003 году Рамон в интервью рассказал о том, что работает электриком 5 дней в неделю по 5 часов.